# Splendeuptychia doxes
Splendeuptychia doxes är en fjärilsart som beskrevs av Jean Baptiste Godart 1823. Splendeuptychia doxes ingår i släktet Splendeuptychia och familjen praktfjärilar. Inga underarter finns listade i Catalogue of Life.